# ضربان قلب من متوقف شده‌است
ضربان قلب من متوقف شده است (فرانسوی: De battre mon cœur s'est arrêté‎) فیلمی در ژانر درام، جنایی، و رمانتیک به کارگردانی ژاک اودیار است که در سال ۲۰۰۵ منتشر شد.
این فیلم بازسازی فیلم انگشت‌ها (۱۹۷۸) ساخته جیمز توبک است.

## داستان
توما که شیفته موسیقی و نوازندگی پیانو است، مدام بین علاقه خود به دنیای لطیف موسیقی و الزامات خشن شغلش در رسته کارگزاران مستغلات و املاک در نوسان و تردید است.

## بازیگران
- رومن دوریس
- ملانی لوران
- ژونتان زکی
- اور آتیکا
- ژیل کوئن

## جوایز
- جایزه بفتا برای بهترین فیلم غیرانگلیسی زبان (سال۲۰۰۶)
- جایزه سزار بهترین فیلم
- جایزه سندیکای فرانسوی منتقدان سینما برای بهترین فیلم